# 新全国総合開発計画
新全国総合開発計画（しんぜんこくそうごうかいはつけいかく）は、1969年に策定された第2次の全国総合開発計画。
目標として「豊かな世界の創造」を掲げ、目標達成のための戦略として大規模開発プロジェクト方式を採用した。
大規模開発プロジェクトとは、具体的には、高速道路や高速幹線鉄道、通信網など全国的なネットワークの整備と、大規模工業基地などの産業開発プロジェクトである。
略称を新全総または二全総という。

## 第二次全国総合開発計画の概要
策定時期　1969年（昭和44年）5月30日
目標年次　1985年（昭和60年）
基本目標
豊かな環境の創造
開発方式
大規模プロジェクト構想
時代背景
1. 高度成長経済
2. 人口・産業の大都市集中
3. 情報化・国際化・技術革新の進展

大規模工業開発の候補地として、苫小牧、陸奥・小川原（その後「むつ」と表記されるようになる）、西南地域（山口・愛媛・福岡・大分・宮崎の各県に囲まれた瀬戸内沿岸地域及び志布志湾）が挙げられていた。

## 評価
高度経済成長を受けて、一連の全国総合開発計画の中でも最も「開発」志向の強い計画であったと言われる。
交通ネットワークについては進展をみせ、今日の日本列島の主幹線となっている。一方、大規模工業開発については、この計画後の用地の処分に悩む苫小牧東、むつ・小川原等の状況を見れば、この計画の成否は明らかであるといえよう。西南地域においても、徳山、大分、延岡等工業が発展した地域もあるが、これは前の計画の新産業都市によるものといえる。志布志湾には後背地の畜産地帯等への飼料供給地としての骨格が形成された。
国際情勢とはいえ、ニクソンショック、第一次石油危機などが発生し、経済へのダメージは大きく、また地価高騰、インフレを招くなど、社会経済環境も悪化した。
この計画の期間満了を待たず、1977年（昭和52年）には第三次全国総合開発計画が策定された。